# Muskel
Muskler (fra latin musculus, diminutiv af mus "mus") er kroppens kontraktive væv og kommer fra embryonale kønscellers mesoderm. Muskelceller indeholder kontraktive filamenter, som bevæger sig forbi hinanden og ændrer cellens størrelse. De klassificeres som skeletmuskulatur (tværstribet), hjertemuskulatur eller glat muskulatur. De producerer styrke og skaber bevægelse. Muskler kan enten skabe bevægelse af hele organismen eller bevægelse af indre organer. Hjerte- og glat muskulaturs sammentrækning sker ubevidst og er nødvendig for overlevelse. Eksempler er sammentrækningen af hjerte og peristaltikken, som skubber mad gennem fordøjelsessystemet. Frivillige sammentrækninger af skeletmuskulatur bevæger kroppen og kan finkontrolleres. Fx bevægelsen af øjnene eller af quadriceps i låret. Kroppen har 639 muskler.

## Typer
Der findes tre typer muskler:
- tværstribede muskler eller "frivillige muskler" er forankret til knogler via sener og bruges til at påvirke skelettets bevægelser og til at holde kroppen oprejst. Selv om denne oprejsningskontrol er en underbevidst refleks, reagerer musklerne på bevidst kontrol på samme måde som andre muskler. Selv om skeletmuskler generelt kontrolleres af bevidstheden, kan de også reagere på reflekser som elektrisk stød eller andet.[kilde mangler] En normal voksen mand består af 40-50% skeletmuskel og en  voksen kvinde af 30-40% (procent af kropsmassen).[kilde mangler]
- Glatte muskler eller "ufrivillige muskler" findes i organer og strukturer som spiserøret, maven, tarmene, bronkierne, livmoderen, urinrøret, blæren, blodårerne og huden (hvor de kontrollerer kropshårenes rejsning). I modsætning til skeletmusklerne er glatte muskler ikke under bevidsthedens kontrol.
- Hjertemuskler er også "ufrivillige muskler" men ligner skeletmuskler og findes kun i hjertet.

Hjerte- og skeletmuskler er stribet, da de indeholder sarkomerer og er pakket ind i meget regulære bundter. Mens skeletmuskler ligger i regulære, parallelle bundter, ligger hjertemuskler i forgrenede og usædvanlige vinkler. Stribede muskler sammentrækkes og slapper af i korte, intense træk hvorimod glatte muskler har længere eller næsten permanente sammentrækninger.
Skeletmuskler er delt i flere undertyper:
- Type I, langsomme eller "røde" muskler er fyldt med kapillærer og rige på mitokondrier og myoglobin. Det giver muskelvævet dets karakteristiske røde farve. De kan transportere mere oxygen og klare aerobisk aktivitet.
- Type II, hurtige muskler, har tre større underklasser, som er delt efter kontraktiv hastighed (fra langsom til hurtig):[2]
  - Type IIa, er som langsomme muskler aerobe, rige på mitokondrier og kapillærer og synes røde.
  - Type IIx (eller type IId), som er fattigere på mitokondrier og myoglobin. Det er den hurtigste muskeltype hos mennesker. Den kan trække sig sammen hurtigere og med større styrke end oxidative muskler, men kan kun klare kort, anaerobisk brug af aktivitet, før muskelsammentrækning bliver smertefuld (hvilket ofte fejlagtigt angives som på grund af opbygning af mælkesyre). I nogle bøger og artikler er denne muskeltype i mennesker kaldt type IIB.[3]
  - Type IIb, som er anaerobisk, glykolytisk, "hvid" muskel, som er endnu fattigere på Mitokondrier og myoglobin. I små dyr som  gnavere er IIb den store, hurtige muskeltype. Det forklarer deres køds lyse farve.

En tværstribet muskel har tre funktioner: den kan arbejde i lang, kort og statisk form.
Antagonist betyder, at musklen har en modsat virkning på bevægelsen i et led.